# Цари Аркадии
В этот список включены цари Аркадии, упомянутые в «Описании Эллады» Павсания и предположительно царствовавшие в XI—VII веках до н. э. В науке нет консенсуса в вопросе доказательства их реального существования. Сведения о них у Павсания весьма кратки. В «Хронике Евсевия» сведения о них отсутствуют.
| Атлантиды                                           |
| - Атлант, сын Иапета - Идей и Деймант, сыны Дардана |

| Цари Пеласгии |
| - Пеласг, автохтон (1527—1488) - Ликаон, сын Пеласга (1488—1460) - Никтим, сын Ликаона (1460-1420) - Аркад, сын Зевса или Пана, внук Ликаона (1420-1385) Разделение Пеласгии на три царства |

| Цари Азании                                                    | Цари Тегеатиды                                                                                 | Цари Килини                                                |
| - Азан, сын Аркада (1385-1360) - Клитор, сын Азана (1360-1340) | - Афидант, сын Аркада (1385—1340) - Алей, сын Афиданта (1340—1295) - царство поглощено Азанией | - Элат, сын Аркада (1385—1360) - царство поглощено Азанией |

Разделение Азании на два царства
| Цари Азании                     | Цари Стимфала |
| - Эпит I, сын Элата (1340—1310) | - Стимфал, сын Элата (1360—1310) - Агамед, сын Стимфала (1310—1251) - Керкион, сын Агамеда (1251—1201) - царство поглощено Аркадией |

Разделение Азании на два царства
| Цари Аркадии                                                      | Цари Тегеатиды                                 |
| - Алей, сын Афиданта (1321—1295). - Ликург, сын Алея (1295—1235). | - Кефей, сын Алея - царство поглощено Аркадией |

| Цари объединённой Аркадии |
| - Эхем, сын Аеропа, внук Кефея (1235—1201). - Агапенор, сын Анкея, внук Ликурга (1201—1183). - Гиппофой, сын Керкиона (1183—1158). - Эпит II, сын Гиппофоя (1158—1119). - Кипсел, сын Эпита, отец Голеаса и Меропы, жены мессенского царя Кресфонта (1119—1069). - Голеас, сын Кипсела. В союзе с царями Спарты и Аргоса вернул к власти в Мессении своего племянника Эпита (1069—1024). - Буколион, сын Голеаса (1024—984). - Фиал, сын Буколиона. По его имени город Фигалия стал называться Фиалия (984—944). - Сим, сын Фиала. В Фигалии сгорело деревянное изображение Деметры Мелайны, что было знамением скорой смерти Сима (944—904). - Помп, сын Сима. При нём в Аркадию прибыли эгинские купцы с товарами, Помп оказал им почётный приём и дал своему сыну имя в знак дружбы (904—864). - Эгинет, сын Помпа (864—824). - Полиместор, сын Эгинета, бездетен. При нём спартанцы вторглись в Аркадию во главе с царем Хариллом, но были разбиты благодаря храбрости аркадских женщин, и Харилл попал в плен (824—780). - Эхмид, сын Бриака, младшего сына Эгинета. В его правление началась война спартанцев с мессенцами, и аркадяне были союзниками мессенского царя Аристодема (780—740). - Аристократ I, сын Эхмида. Совершал множество оскорблений против аркадян. Когда он изнасиловал у статуи в храме девушку — жрицу Артемиды Гимнии, аркадяне побили его камнями . Его могильный памятник у горы Трахи, близ Орхомена (740—700). - Гикетас, сын Аристократа I (700—682). - Аристократ II, сын Гикетаса. Последний царь, после казни которого царская власть была упразднена (682—665). |